# Buigny-l'Abbé
Buigny-l'Abbé is een gemeente in het Franse departement Somme (regio Hauts-de-France) en telt 315 inwoners (2005). De plaats maakt deel uit van het arrondissement Abbeville.

## Geografie
De oppervlakte van Buigny-l'Abbé bedraagt 7,2 km², de bevolkingsdichtheid is 43,7 inwoners per km².
De onderstaande kaart toont de ligging van Buigny-l'Abbé met de belangrijkste infrastructuur en aangrenzende gemeenten.

## Demografie
Onderstaande figuur toont het verloop van het inwonertal (bron: INSEE-tellingen).